# Luis Hernando Vélez
Luis Hernando Vélez (Turbo, Antioquia, Colombia; 12 de marzo de 1990) es un futbolista colombiano que juega de mediocampista en el Orsomarso, de la Categoría Primera B (segunda división de Colombia).

## Clubes
| Club                | País     | Año         |
| ------------------- | -------- | ----------- |
| Cúcuta Deportivo    | Colombia | 2009 - 2011 |
| Jaguares de Córdoba | Colombia | 2013        |
| Tigres              | Colombia | 2014        |
| Leones              | Colombia | 2015 - 2020 |
| Orsomarso           | Colombia | 2021 -      |